# Sender
|  | Aquest article tracta sobre les vies de pas. Si cerqueu l'escriptor, vegeu «Ramón J. Sender». |

Un sender o sendera és una via de pas per a vianants i vehicles no motoritzats, tot i que en alguns casos poden permetre el pas de vehicles motoritzats tipus quad o motocicletes de muntanya. També s'anomena sender a aquell traçat obert pel pas freqüent d'animals salvatges. En alguns llocs és la principal via d'accés a entitats de població remotes. Alguns senders també es poden utilitzar l'esquí, en bicicleta i amb menys freqüència per moure els ramats de bestiar i altres animals per a la transhumància. Tanmateix els camins i les carreteres disposen d'un millor condicionament per al trànsit de vehicles de motor.
Els camins de carro o carreters són els camins que permeten el pas d'un carro i en general de qualsevol vehicle amb eixos. Aquests generalment connecten entre ells els masos, cases aïllades, camps de conreu i els pobles petits de les zones rurals, i es consideren camins terciaris. Els camins de ferradura, també dits camins de muntanya, d'animal, de tres peus o morralers, són aquells relativament estrets, pels quals poden transitar bèsties però no carros. Solen ser estrets, amb revolts tancats, amb els pendents més pronunciats que els altres camins. A més, el més normal és que tinguin guals en lloc de ponts per a passar els rius, llevat que hagin de creuar gorges molt profundes. Pel que fa a les limitacions estacionals, poden ser de "tota estació" o només de "temporada" si queden coberts per la neu a l'hivern.

## Vies pecuàries
Sembla que els primers propietaris de bestiar foren els monestirs de Poblet, Sant Joan de les Abadesses, Ripoll, Sant Martí del Canigó i d'altres: fins que, amb el temps, els ramaders més importants passaren a ser les comunitats de valls o de municipis o bé els grans senyors.
L'estratègia transhumant necessitava una xarxa de camins per on el bestiar pogués transitar sense ocasionar ni patir problemes. Els camins ramaders tenen diferents noms segons la zona: els més estesos al Principat i a la Catalunya del Nord són camí ramader, carrerada i cabanera; al País Valencià, assagador, vereda i senda, al sud de les terres de l'Ebre, lligallo, a Mallorca, camí de Muntanya.
Dins d'aquesta xarxa de camins es poden trobar, també, pastures, abeuradors i llocs de descans (els amorriadors). Sia com sia, cal veure les vies pecuàries més aviat com una gran xarxa interconnectada que no pas com un camí amb un origen i una destinació determinades. Els camins ramaders són de domini públic, hui de les comunitats autònomes, pels quals el ramat té dret de pas.
Actualment, la transhumància ha estat substituïda molta part per una ramaderia en estabulació. Però segurament es faria molta més transhumància si els camins ramaders estiguessin nets i el dret de pas fos garantit, ja que aquestes vies són anteriors als camins reials, als camins de bast i a qualsevol de les carreteres que hi ha ara. Els camins ramaders són del ramat i cap persona, autoritat, carretera o ciutat no pot negar-hi el dret de pas.

## Classificació dels senders

### Classificació a Catalunya
A Catalunya els senders senyalitzats es classifiquen en homologats i no homologats per la Federació Espanyola d'Esports de Muntanya i Escalada.
Per una banda, els homologats per la Federació Espanyola d'Esports de Muntanya i Escalada, que estan classificats en tres categories:
| Tipus                       | Identificador | Longitud         | Color señalització | Señalització | Marques |
| --------------------------- | ------------- | ---------------- | ------------------ | ------------ | ------- |
| Senders Locals              | SL            | Fins a 10 km     | Blanc i verd       |              |         |
| Senders de Petit Recorregut | PR            | Entre 10 i 50 km | Blanc i groc       |              |         |
| Senders de Gran Recorregut  | GR            | Més de 50 km     | Blanc i vermell    |              |         |

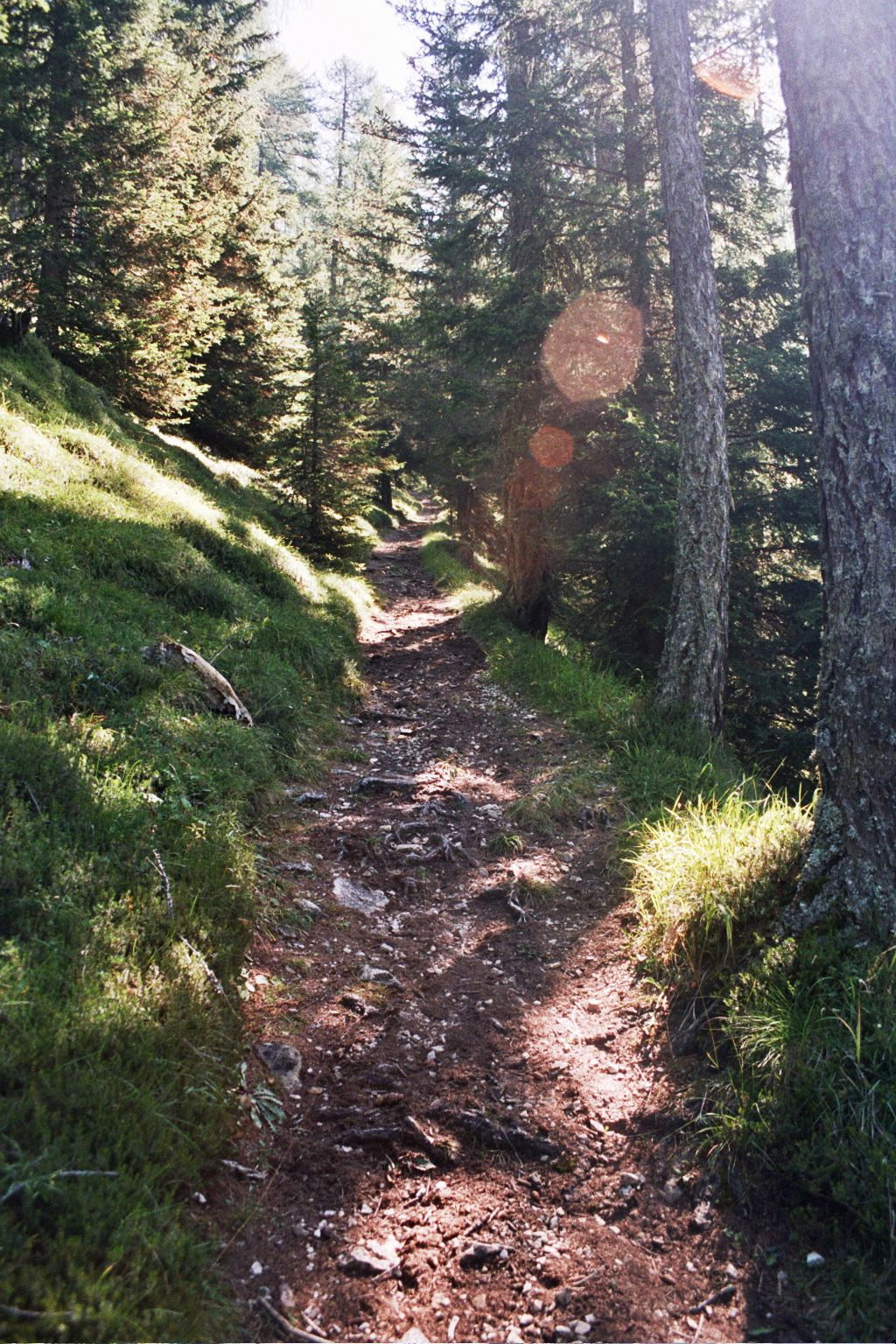
Un típic sender prealpí

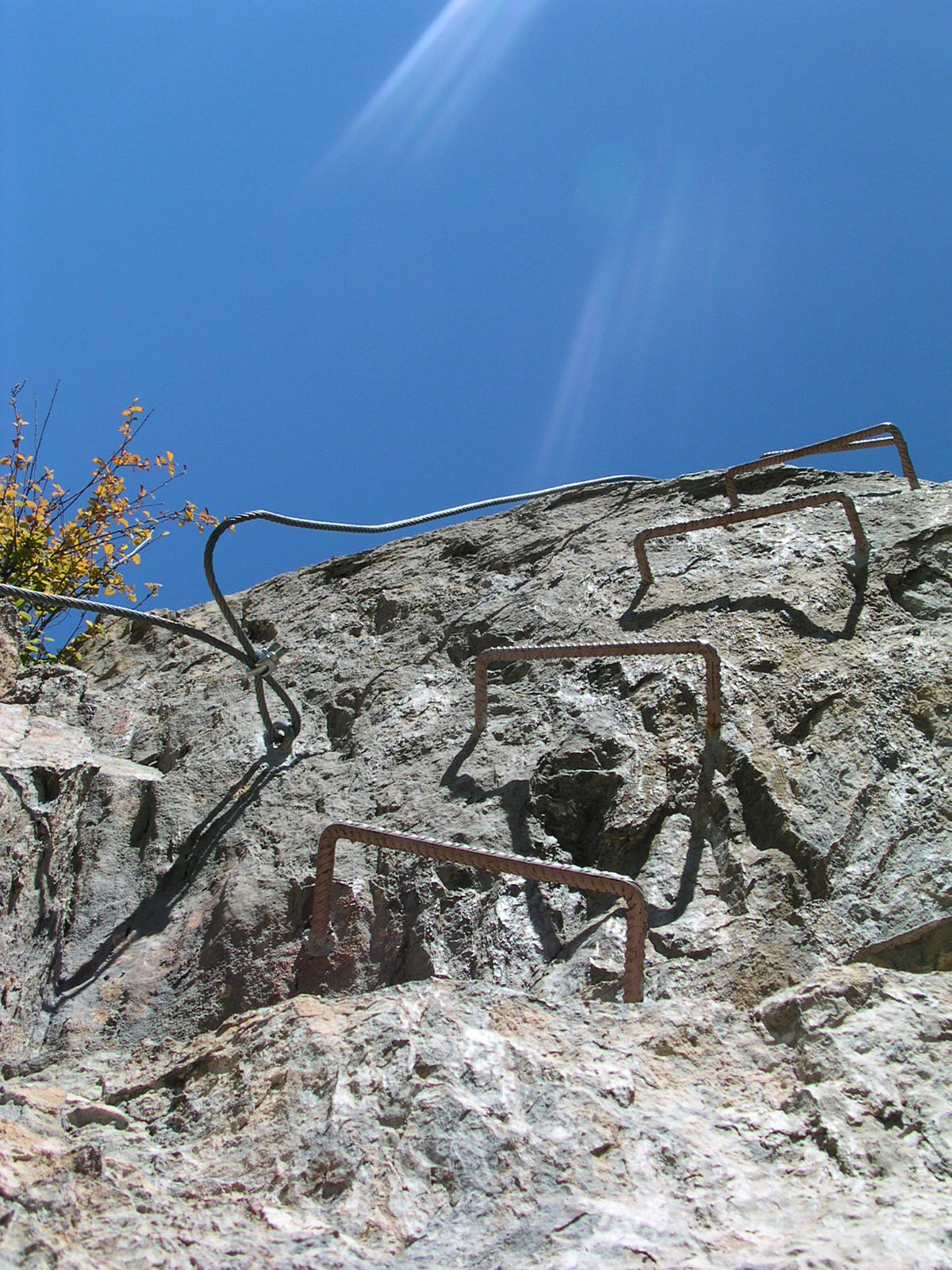
Exemple de via ferrada

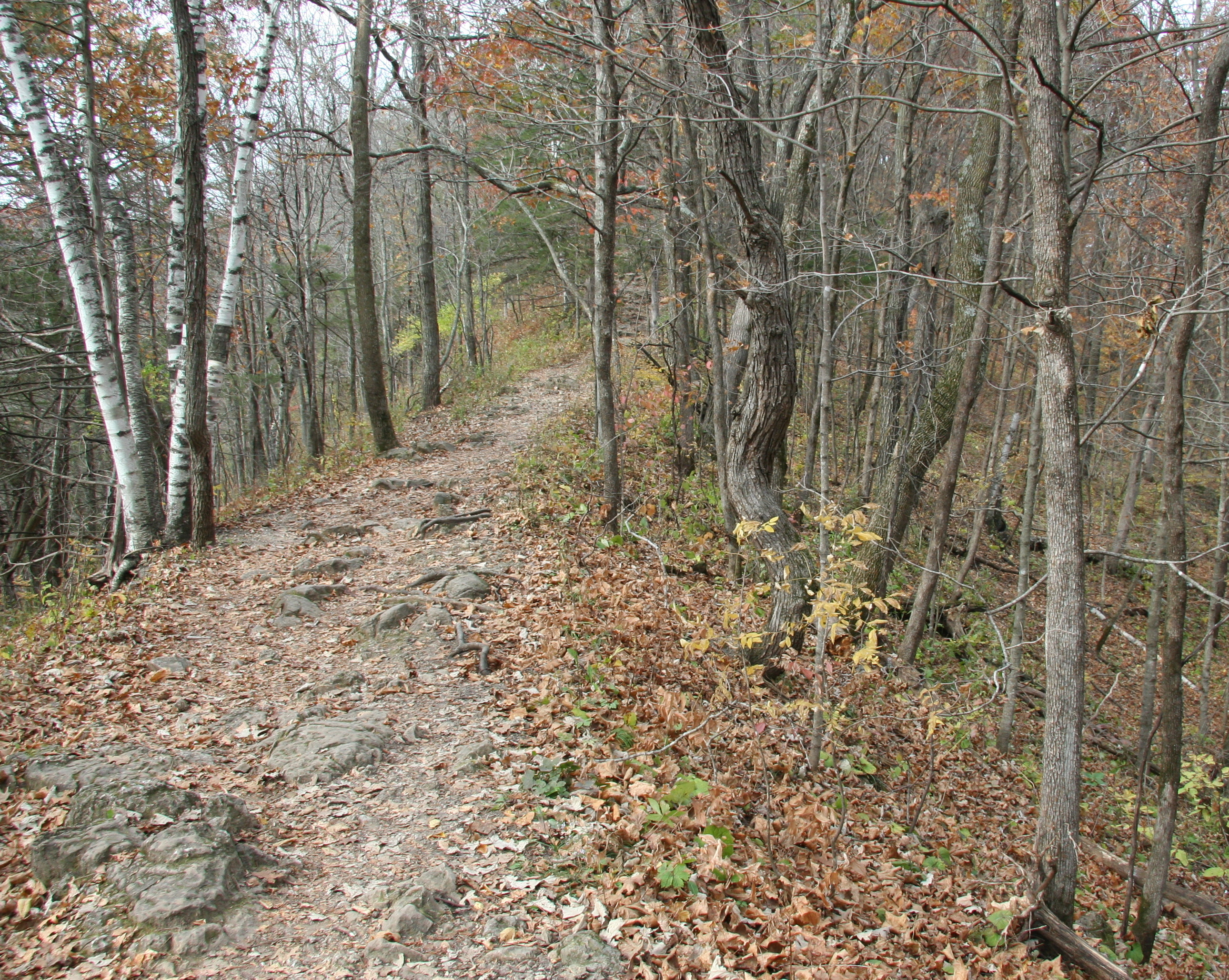
Sender

En els tres casos, les franges en paral·lel indiquen continuïtat del sender i les franges creuades en "X" indiquen direcció equivocada. La descripció dels itineraris i les seves característiques es recull en les anomenades topoguies.
Per una altra banda, hi ha els no homologats, dels quals n'existeixen diverses tipologies:
- Vies verdes, per fer a peu o en bicicleta, marcades amb senyalització verda de l'Agència Catalana de Turisme
- Itineraris senyalitzats pels parcs naturals, generalment per recórrer a peu, marcats amb senyalització del Departament de Medi Ambient i Habitatge de la Generalitat de Catalunya
- Itineraris senyalitzats per l'Agència Catalana de Turisme, marcades amb senyalització verda de l'Agència Catalana de Turisme
- Xarxes comarcals de senders, amb senyalització pròpia

### Classificació segons la longitud
Senders de llarga distància (camí europeu, les crestes dels Apenins, etc.)Un període de molts dies de viatge i la durada de centenars de quilòmetres, i per regla general, fàcil, amb l'adaptació necessària al llarg de la ruta.
Senders de mitjana distància (senderisme a les parts altes], etc.)Viatge de diversos dies de durada (generalment de 3 a 7) i la longitud 4-10 km, apte per caminants solen ser experts. En general són ben marcades i equipats de mitjans.
Senders de curta distànciaSenderisme, rutes de curt circuit, lde durada màxima d'1 o 2 dies de caminada, els excursionistes generalitzada, en general sense experiència també són adequades i equipades en conseqüència.

### Classificació del Club Alpí Italià

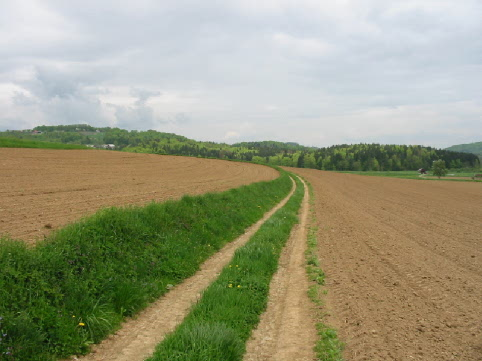
Sender a Selo pri Mirno, Eslovènia

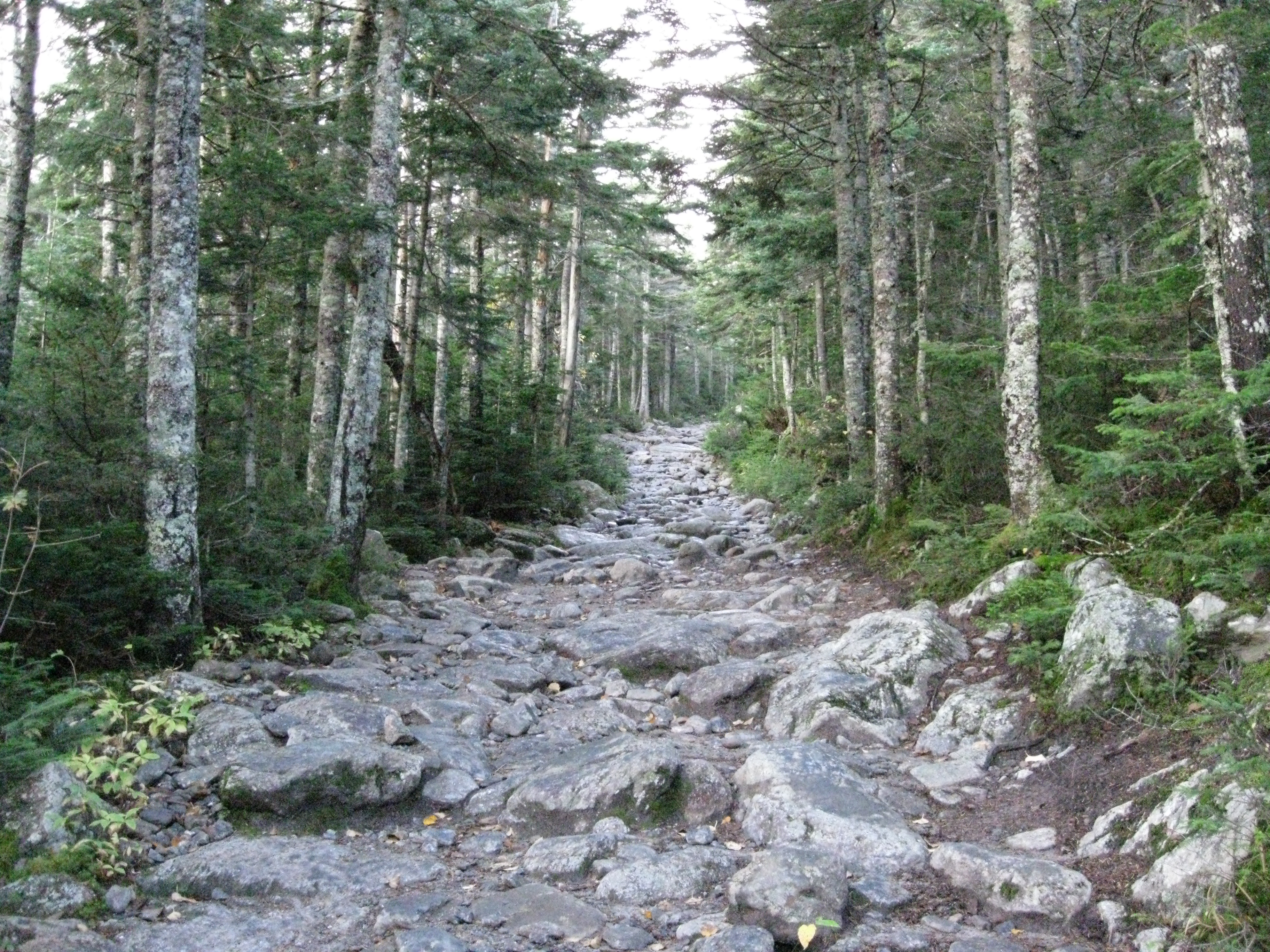
El sender Tuckerman's Ravine, a Mount Washington (New Hampshire), Estats Units

Sender turístic (T - ruta de senderisme - turisme)Itinerari d'una carretera local entrades mula o camins obvis. Es desenvolupa als voltants del país turisme, vies de comunicació i és de particular interès per les passejades senzills d'una turista cultural o recreatiu.
Sender excursionista (E - sender sense dificultat tècnica)Ruta sense dificultat tècnica, que és en gran part per la mula per a qualsevol propòsit agro-silvo-pastoral, les vies d'accés militar o refugi de muntanya Llegeix valls* prop.
Sender d'alpinismeRuta que es desenvolupa en àrees amb escales escarpades que requereixen un bon coneixement dels excursionistes de muntanya, tècniques bàsiques i equip apropiat. En general correspon a una ruta creuant les muntanyes de mitjana altura i pot tenir parts equipada.
Sender en roca (EE - ruta per a excursionistes experimentats)Via amb els accessoris (baranes i escales de corda curta), però no distorsiona la continuïtat de la ruta.
Sender equipat (EEE - ruta per a excursionistes experimentats amb l'equipament especialitzat)La ruta que porta al muntanyenc en les parets o en les crestes i sortint rocós cartel, prèviament equipades amb cordes i/o escales sense via ferrada de curta distància i que el procediment seria una escalada real. Requereix entrenament i equip, com ara casc i arnès de seguretat.
Sender històric (en general no presenta dificultats tècniques, o E T)Itinerari de senderisme que inclou "velles maneres" amb el propòsit d'estimular la conscienciació i l'estima dels llocs que va recórrer.
Sender temàtic (en general és curta i lliure de problemes tècnics o E T)És una ruta amb el tema predominant específics (Nature, glaciologia glacial geològic història religiós) d'una formació didàctica clara. En general, tenen punts tabellatura especial i preparat per a l'observació és caminant inexpert general adequat i creix bé en àrees limitades i funcionals, molts dels parcs o reserves.

### Classificació històrica/funcional
Senders del fons de la vallHi ha temes que afecten principalment la vall, enllaçant els entorns diferents amb altitud baixa/mitjana.
Senders d'accés des del fons de la vallAquesta categoria inclou tots els camins que condueixen des del fons de la vall als refugis, forques, passos i pics.
Senders de "travessa"Senders que connecten les valls o que porten de refugi a refugi
Senders equipats i rutes d'escaladaInclou tots els camins que estan equipats al llarg de la ruta (des de simples línies de corda a les escales de ferro, passant per suports, agafadors artificials, etc...)

## Tipus
Els senders es poden ubicar en diferents escenaris per a diversos usos. Aquests poden incloure:
- Discapacitat i senders accessibles per a cadires de rodes a jardins sensorials ia tots els entorns anteriors.
- Jardins i paisatges dissenyats: en jardins privats i en àrees públiques; i als centres de visitants del parc com ara senders de naturalesa interpretatius d'història natural a jardins de vida silvestre.
- Un tipus de sender que va ser força popular a les dècades de 1970 i 1980, però que és menys popular avui dia, és el sender d'exercici (també conegut com a sender de retallada), que combina la cursa amb estacions dexercici.
- Fúting o senders per córrer. Molts runners també són partidaris de córrer per camins en lloc de pel paviment, ja que proporcionen un entrenament més vigorós i els ajuden a desenvolupar millors habilitats d'agilitat, a més de proporcionar un entorn d'exercici més agradable.
- Parcs: incloent-hi espais públics, parcs urbans, parcs de barri, parcs lineals, jardins botànics, arborets i parcs regionals.
- Jardí d'escultures i museus a l'aire lliure, com a sender d'escultures i senders històrics interpretatius.
- Sender educatiu i temàtic

### Segregació de senders
La segregació de senders, la pràctica de designar certs senders com a ús específic preferent o exclusiu, és cada vegada més comuna i diversa. Per exemple, els senders per a bicicletes s'utilitzen no només en carreteres obertes als vehicles de motor, sinó també en sistemes de senders oberts a altres usuaris. Alguns senders estan segregats per al seu ús per part dels genets i de les bicicletes de muntanya, o només per part dels genets o de les bicicletes de muntanya. Els senders designats com a "àrees silvestres" poden estar segregats per a l'ús no rodat, permetent l'ús de motxilles i cavalls però no permetent l'ús de bicicletes de muntanya i vehicles motoritzats.
Sovint, la segregació de senders per a un ús particular va acompanyada de prohibicions contra aquest ús en altres senders dins del sistema de senders. La segregació dels senders es pot recolzar en la senyalització, les marques, el disseny i la construcció dels senders (especialment la selecció dels materials de les bandes de rodament) i la separació entre bandes de rodament paral·leles. La separació pot aconseguir-se mitjançant barreres "naturals", com la distància, les rases, els terraplens, l'anivellament i la vegetació, i mitjançant barreres "artificials", com ara tanques, vorades i murs.

#### Bicicleta
Els senders per a bicicletes inclouen una àmplia varietat de tipus de senders, inclosos els camins d'ús compartit utilitzats per als desplaçaments, els senders de ciclisme camp a travessa i els senders de ciclisme de muntanya de descens.

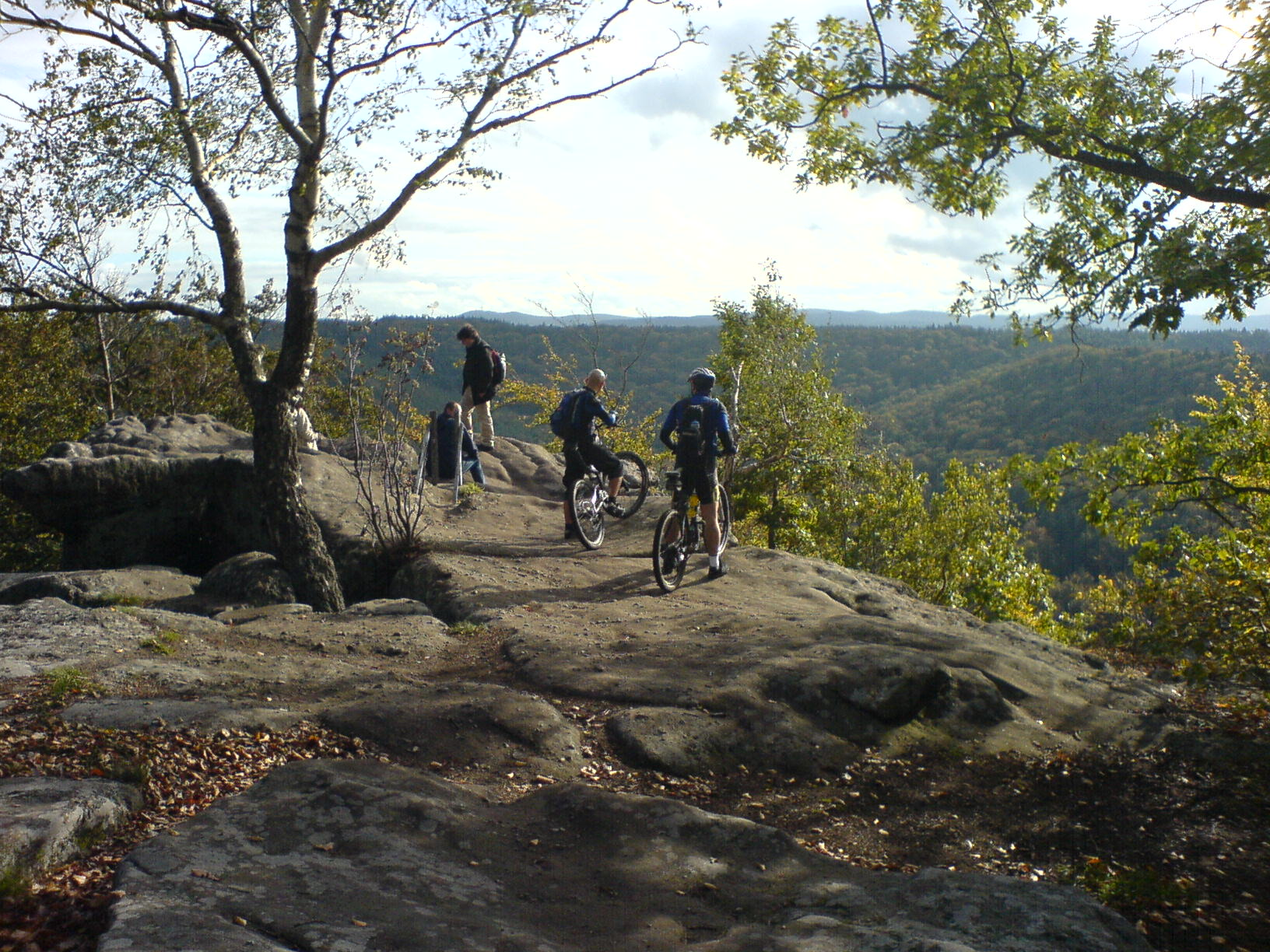
Excursionistes i ciclistes de muntanya al cim del Drachenfels (Roca del Drac) al Bosc del Palatinat, Alemanya.

El nombre de rutes ciclistes fora de carretera ha augmentat considerablement, juntament amb la popularitat de les bicicletes de muntanya. Els senders per a bicicletes tot terreny solen tenir una funció específica i solen estar senyalitzats al llarg del seu recorregut. Poden adoptar la forma de rutes individuals o formar part de complexos més grans, coneguts com a centres de senders. Els senders tot terreny sovint incorporen una barreja de terreny desafiant, suaus sendes tallafocs, i fins i tot camins pavimentats. Els senders amb una complexitat tècnica fàcil o moderada solen considerar-se senders de cross-country, mentre que els senders difícils fins i tot per als ciclistes experimentats solen denominar-se enduro, freeride, o descens. El descens de muntanya és popular en estacions d'esquí com la Muntanya Mammoth a Califòrnia, o Whistler Blackcomb a la Colúmbia Britànica, on es fan servir remuntadors per portar les bicicletes i els ciclistes al cim de la muntanya.
Les rutes ciclistes EuroVelo són una xarxa de (actualment 17) rutes ciclistes de llarga distància que travessen Europa en diverses fases de realització; més de 90.000 km estava en marxa el 2020. Es preveu que la xarxa estigui pràcticament acabada el 2020 i, quan estigui acabada, la longitud total de la xarxa EuroVelo superarà els 70.000 km. EuroVelo és un projecte de la Federació Europea de Ciclistes (ECF).
Les rutes d'EuroVelo es poden utilitzar per a cicloturisme a tot el continent, i per la gent local que fa viatges curts. Les rutes comprenen tant les rutes ciclistes nacionals existents, com les LF-Routes, les D-Routes, i la Xarxa ciclista nacional britànica, com les carreteres d'ús general existents, juntament amb nous trams de rutes ciclistes per connectar-les.
El ciclisme tot terreny pot causar erosió del sòl i destrucció de l'hàbitat si no es realitza en senders establerts. Això és cert quan els senders estan mullats, encara que en general, el ciclisme pot no tenir més impacte que altres usuaris dels senders.

#### Esquí de fons

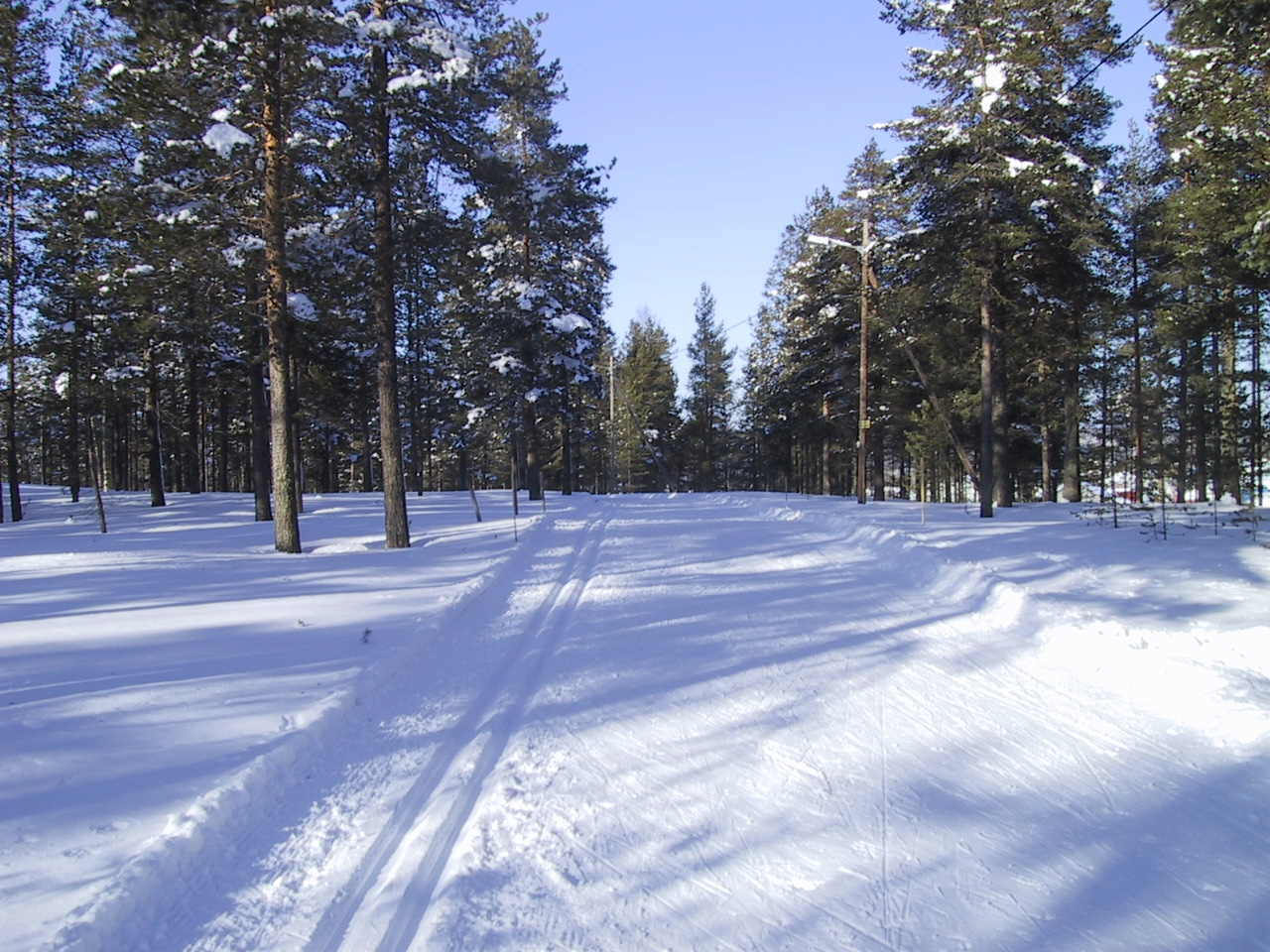
Pistes d'esquí preparades per a esquí de fons

A l'esquí de fons, una pista també s'anomena sender o pista. L'esquí de fons recreatiu també s'anomena travessia, especialment a Europa. Alguns esquiadors romanen fora durant llargs períodes utilitzant tendes de campanya i equips similars als dels senderistes i excursionistes, mentre que altres fan viatges més curts des de les estacions d'esquí per senders mantinguts. En alguns països, les organitzacions mantenen una xarxa de refugis perquè els esquiadors de fons els facin servir a l'hivern. Per exemple, l'Associació Noruega de Turisme de Muntanya manté més de 400 refugis que s'estenen per centenars de quilòmetres de senders que els excursionistes fan servir a l'estiu i els esquiadors a l'hivern.

#### Eqüestre

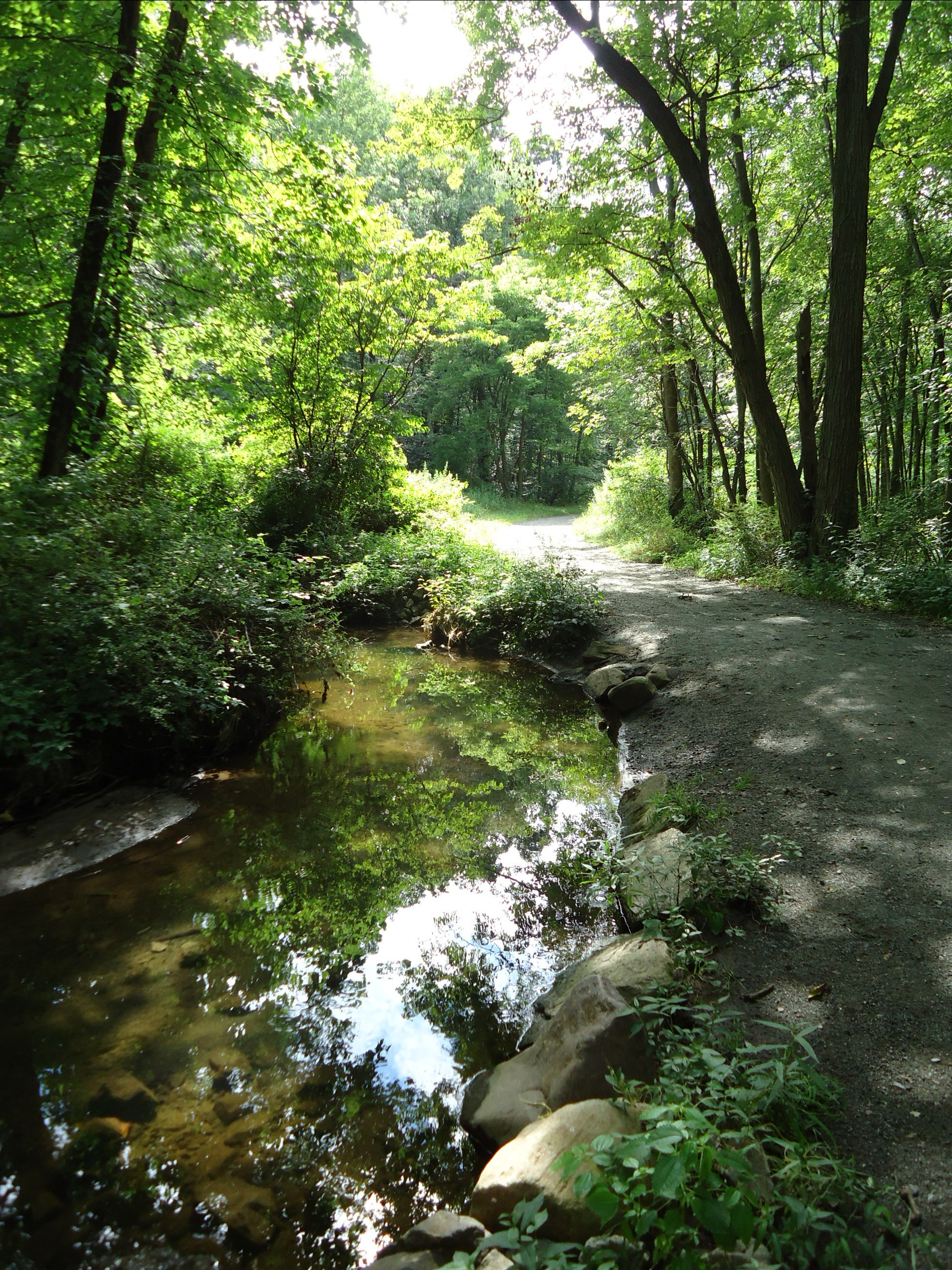
Una combinació de sender per muntar a cavall i fer senderisme en un suburbi de New York City

Les passejades a cavall i altres usos eqüestres dels senders segueixen sent-hi una activitat popular per a molts usuaris. Els cavalls solen poder superar gairebé els mateixos desnivells que els excursionistes, però no sempre, encara que poden salvar més fàcilment els obstacles del camí, com ara els troncs.
El Bicentennial National Trail (BNT) d'Austràlia és un dels senders multiús senyalitzats més llargs del món, que s'estén 5,33 km des de Cooktown, Queensland, passant per Nova Gal·les del Sud fins a Healesville, Victòria. Aquest sender recorre l'escarpada Great Dividing Range a través de parcs nacionals, propietats privades i al costat d'espais naturals. Un dels objectius era desenvolupar un sender que unís les pistes de brumby, mustering i stock route al llarg de la Great Dividing Range, oferint així l'oportunitat de recórrer legalment les rutes de stockmen i drovers que antany recorrien aquestes zones amb pack horses. Aquest Sender proporciona accés a alguns dels països més salvatges i remots del món. El Sender Nacional del Bicentenari és apte per a genets autosuficients, caminants en forma i ciclistes de muntanya.
Dins del Sistema Nacional de Classificació de Senders dels Estats Units, els senders eqüestres inclouen simples camins de ferradura d'ús diari i altres construïts per acomodar llargues enfilades d'animals de càrrega en viatges de molts dies. Els paràmetres de disseny dels senders per a aquests usos inclouen l'amplada i el material de la base del sender, l'amplada lliure del sender, l'alçada lliure del sender, l'accés a aigua adequada per a l'ús del bestiar (no humà) i el traçat del sender.

#### Vianant

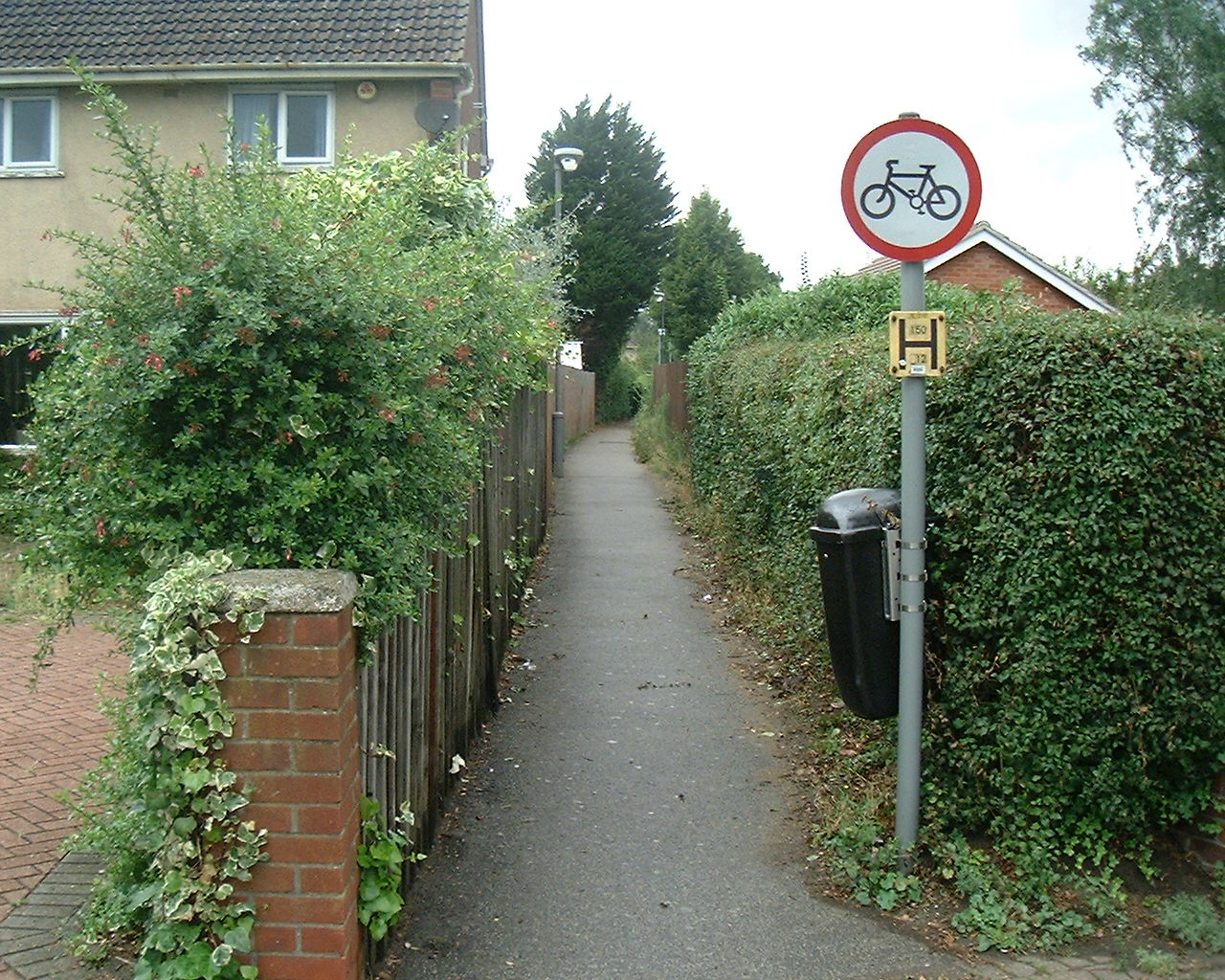
Un sender urbà a Ipswich, Suffolk, Regne Unit, que prohibeix l'ús de la bicicleta.

Un sender és un tipus de via pública destinada a ser utilitzada únicament per vianants, ja sigui dins d'una zona urbana o a través del camp. Un sender urbà sol denominar-se carreró o carril i sol estar pavimentat (vegeu també: vorera i paviment). Altres drets de pas públics, com els bridleways, byways, els camins de sirga i els carrils verds en carreteres també són utilitzats pels vianants.
A Anglaterra i Gal·les, hi ha drets de pas en què els vianants tenen un dret de circulació legalment protegit. Els parcs nacionals, les reserves naturals, les àrees de conservació i altres zones silvestres protegides poden tenir senders restringits als vianants.
Els senders es poden connectar per formar un sender de llarga distància o camí, que pot ser utilitzat tant pels excursionistes d'un dia com pels motxillers. Alguns senders tenen més de 1.700 km.
Als Estats Units i al Canadà, on l'expansió urbana ha arribat a les comunitats rurals, els promotors i els dirigents locals s'esforcen actualment per fer que les seves comunitats siguin més propícies al transport no motoritzat mitjançant l'ús de senders menys tradicionals. La Fundació Robert Wood Johnson dels Estats Units ha creat el programa Active Living by Design per millorar la livability de les comunitats en part mitjançant el desenvolupament de senders, La Upper Valley Trails Alliance a Vermont ha fet un treball similar en senders tradicionals, mentre que el Somerville Community Path a Somerville, Massachusetts, i altres camins relacionats, són exemples d'iniciatives urbanes. A St. John's, Terranova (Canadà), el "Grand Concourse", és un sistema integrat de senders que compta amb més de 160 km de passarel·les, que connecten cadascun dels principals parcs, rius, estanys i espais verds de sis municipis.

#### Motor

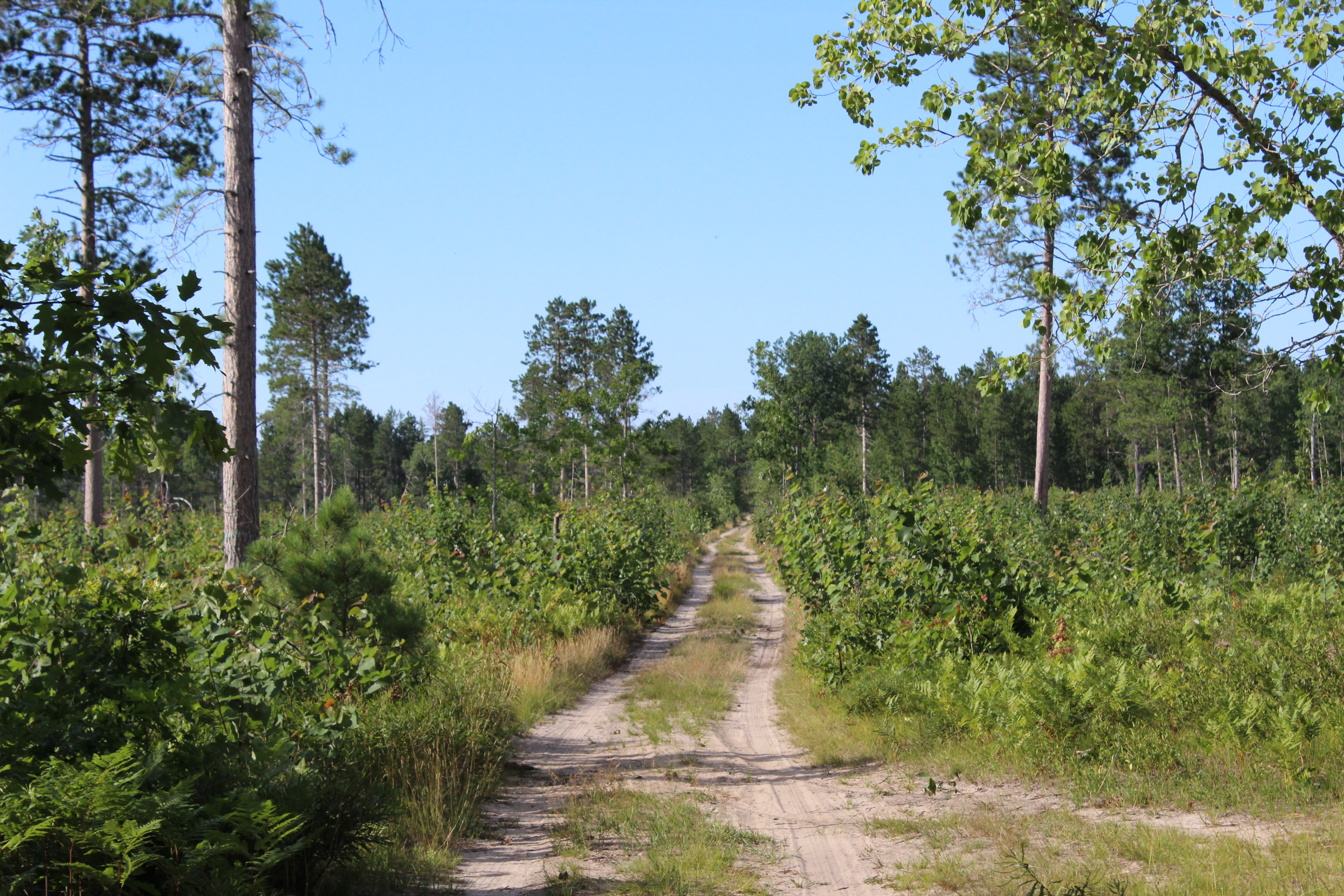
Un corriol fora de la carretera que s'endinsa en un bosc.

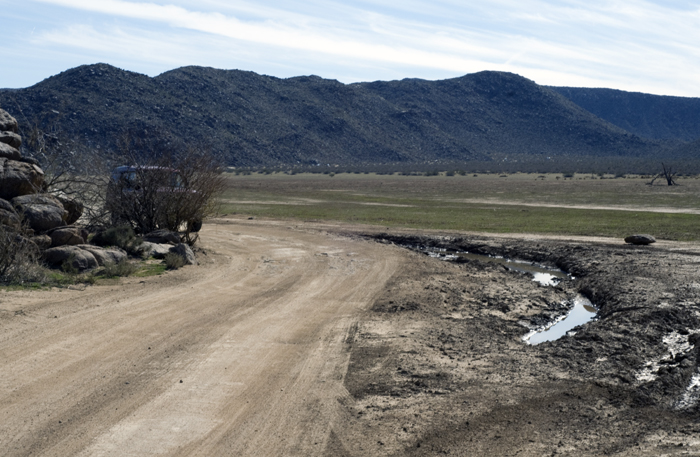
Danys que es van produir quan els vehicles van abandonar el sender senyalitzat al Parc Estatal del Desert d'Anza-Borrego.

L'ús de senders motoritzats continua sent molt popular entre algunes persones, sobretot als Estats Units. Termes com vehicle tot terreny (ORV), quatre rodes, vehicle tot terreny i altres tenen en realitat significats molt específics. El Programa de Senders Recreatius definit com a part de la Llei d'Eficiència del Transport Intermodal de Superfície de 1991 ordena que els estats han d'utilitzar un mínim del 30 % d'aquests fons per als usos dels senders motoritzats.
Alguns membres del govern estatunidenc i organitzacions ecologistes, com el Sierra Club i The Wilderness Society, han criticat l'ús de vehicles tot terreny en terrenys públics. Han assenyalat diverses conseqüències de l'ús il·legal de vehicles tot terreny, com la contaminació, els danys als senders, l'erosió, la degradació de la terra, la possible extinció d'espècies, i la destrucció de l'hàbitat que pot deixar intransitables les rutes de senderisme. Els defensors dels vehicles tot terreny argumenten que l'ús legal que es duu a terme sota l'accés planificat juntament amb els múltiples esforços de conservació del medi ambient i dels senders per part dels grups de vehicles tot terreny mitigarà aquests problemes. Grups com la BlueRibbon Coalition advoquen pel Treadlightly, que és l'ús responsable dels terrenys públics utilitzats per a activitats fora de la carretera.
La contaminació acústica també és motiu de preocupació, i diversos estudis realitzats per la Universitat Estatal de Montana, Universitat Estatal de Califòrnia, Universitat de Florida i altres han citat possibles canvis de comportament negatius en la vida silvestre com a resultat de cert ús dels ORV. Diversos estats dels EUA, com Washington, tenen lleis per reduir el soroll generat pels vehicles tot terreny i no de carretera.

#### Senders aquàtics
Els senders aquàtics, també denominats "sendes blaves" són rutes marcades en vies fluvials navegables com rius, llacs, canals i costes per a persones que utilitzen petites embarcacions no motoritzades com caiacs, canoes, rais o bots de rems. Alguns senders poden ser aptes per al tub flotant o desenvolupar-se en conjunt amb l'ús motoritzat. Inclouen: senyals i marcadors de ruta; mapes; instal·lacions per aparcar, rampes o molls per a embarcacions i llocs per acampar i fer pícnic. També hi ha programes estatals i altres de promoció de senders aquàtics als Estats Units. L'Associació de Canotatge dels Estats Units ha recopilat una base de dades de senders aquàtics als Estats Units. El Programa d'Assistència Conservació i Sendes dels Serveis de Parcs Nacionals dels Estats Units ha recopilat una llista de recursos de senders aquàtics, històries d'èxit i contactes en l'àmbit estatal per als senders aquàtics.

### Ús compartit

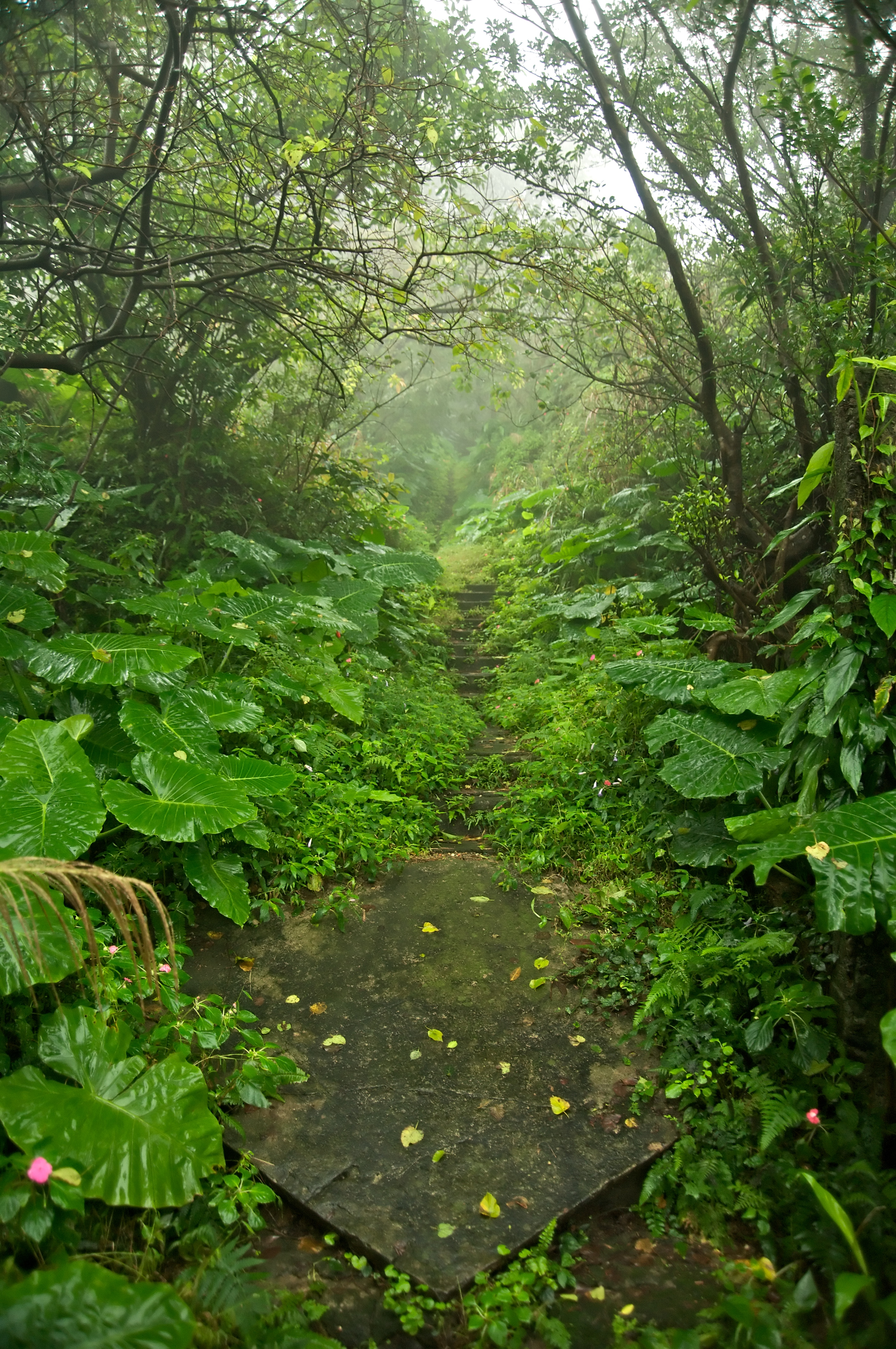
Un sender miner abandonat a la zona minera de Jinguashi a Taiwan

L'ús compartit es pot aconseguir compartint una servitud de pas, però mantenint senders segregats ia vegades també separats dins seu. Això és habitual als senders ferroviaris. L'ús compartit també es pot referir als acords de dies alterns, pels quals dos usos se segreguen permetent-se un dia sí i un altre no. Això és cada vegada més comú als senders de llarga distància compartits pels eqüestres i els usuaris de la bicicleta de muntanya; aquestes dues comunitats dusuaris tenen requisits de senders similars, però poden experimentar trobades difícils entre si en el sender.
La Senda TRans Canadà pot ser utilitzada per ciclistes, excursionistes, genets i caminants, així com per esquiadors de fons, motos de neu i raquetes de neu a l'hivern.
Als Estats Units, la East Coast Greenway de 4.800 km de llarg des de Cayo Hueso fins a la frontera canadenca i el Sender Commemoratiu Nacional de l'11 de Setembre, un bucle triangular de 2.092 km que connecta els tres llocs commemoratius de l'11 de setembre, són dos senders multiusos de llarga distància per a ciclistes, corredors, caminants i fins i tot eqüestres.
A Bèlgica, la RAVeL, que en francès ve de réseau autonome de voies lentes («xarxa autònoma de carrils lents»), Es tracta d'una iniciativa de Valònia destinada a crear una llista d'itineraris d'itineraris reservats per a peatones, ciclistes, jinetes i persones amb mobilitat reduïda. La distància d'1,35 quilòmetres aprofita els camins de sirga de les riberes dels rius i les línies de ferrocarril o tramvia vicari en desús (tramvies de via estreta). Les antigues línies de ferrocarril han estat arranjades pel Govern durant 99 anys durant el contracte d'arrendament enfitèutic. Quan cal, es creen noves vies per enllaçar parts de la xarxa.
A Anglaterra i Gal·les un camí de ferradura és un sender destinat a ser utilitzat pels genets, però els senderistes també tenen un dret de pas, i l'article 30 de la Llei del Camp de 1968, permet la circulació de bicicletes als camins de ferradura públics, encara que la llei diu que "no crearà cap obligació de facilitar l'ús del camí de ferradura als ciclistes". Per tant, el dret a circular amb bicicleta existeix encara que de vegades sigui difícil d'exercir, especialment a l'hivern. Els ciclistes que facin servir un camí de ferradura han de cedir el pas a altres usuaris a peu oa cavall.
El maleció a Stanley Park, Vancouver, Columbia Britànica, Canadà és popular per caminar, córrer, anar amb bicicleta i patinar en línia. Hi ha dos camins, un per a patinadors i ciclistes i un altre per a vianants. El carril per a ciclistes i patinadors va en un sol sentit en un bucle en sentit contrari a les agulles del rellotge.
Foreshoreway (també oceanway) és un terme utilitzat en l'anglès australià per a un tipus de greenway (via verda) que proporciona un dret de pas públic al llarg de la vora del mar obert tant a caminants com a ciclistes.

#### Carretera del bosc

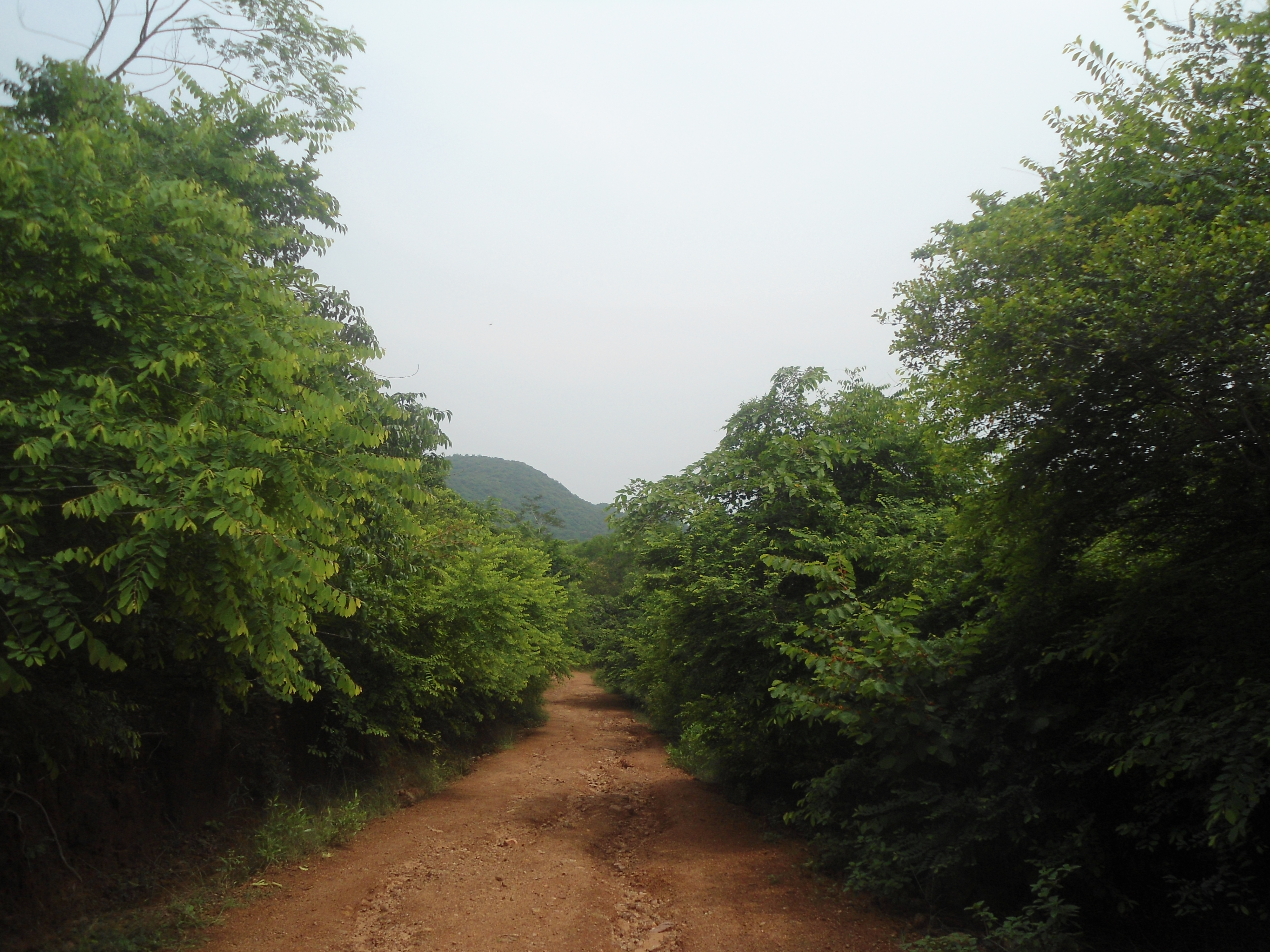
Ruta a Kambalakonda Ecopark a prop Visakhapatnam

Una carretera forestal és un tipus de camí d'accés rudimentari, construït principalment per a la indústria forestal. En alguns casos es fan servir per a l'accés recreatiu.
Hi ha accés obert a la majoria de les carreteres i terrenys de la Comissió Forestal a Gran Bretanya per a caminants, ciclistes i genets i, des de la Llei del Camp de 1968, s'ha convertit en el proveïdor més gran d'activitats recreatives a l'aire lliure a Gran Bretanya. La comissió col·labora amb les associacions dedicades a senderisme, ciclisme, ciclisme de muntanya i equitació per promoure l'ús dels seus terrenys amb fins recreatius. Els senders oberts al públic no són només camins forestals. Un exemple notable de la promoció de l'activitat a l'aire lliure per part de la comissió és el projecte '7stanes' a Escòcia, on s'han traçat set zones de senders per a bicicletes de muntanya construïdes expressament, que inclouen instal·lacions per a ciclistes discapacitats.

#### Holloway
Un Holloway (també camí buit) és un camí o carril enfonsat, és a dir, un camí o via que és significativament més baix que el terreny a banda i banda, no format per l'enginyeria (recent) d'un tall de carretera sinó possiblement de molta major antiguitat. S'han proposat diversos mecanismes per a la formació de les fondalades, com l'erosió per l'aigua o el trànsit; l'excavació de terraplens per facilitar el pasturatge del bestiar; i l'excavació de bancs dobles per marcar els límits de les finques. Tots aquests mecanismes són possibles i es podrien aplicar en diferents casos.

#### Senders ferroviaris

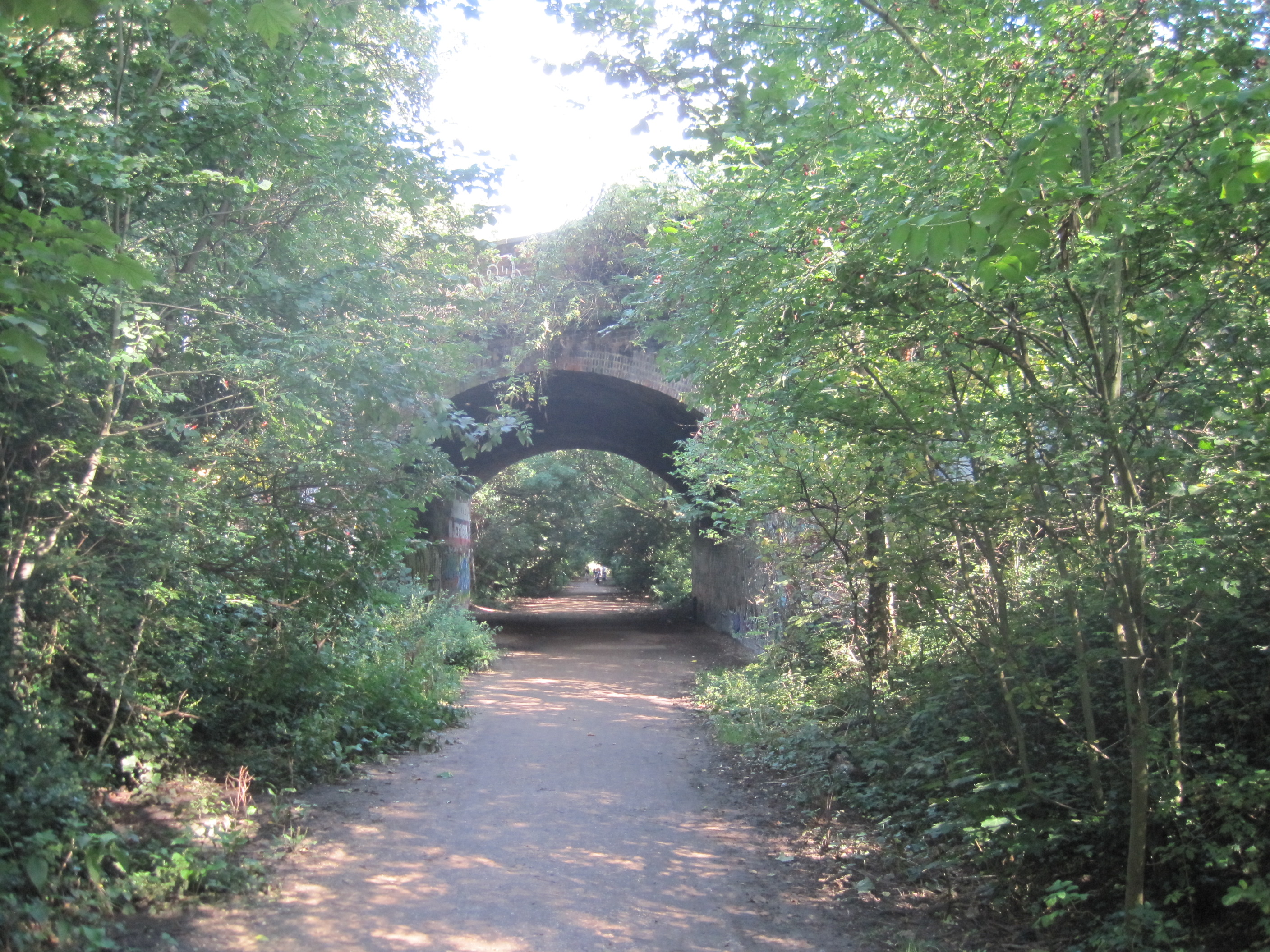
Parkland Walk sender ferroviari, Islington, Londres, Anglaterra.

Els senders ferroviaris són vies d'ús compartit que aprofiten els corredors ferroviaris abandonats. Poden utilitzar-se per caminar, anar amb bicicleta o a cavall. Hi ha a tot el món. RailTrails Austràlia els descriu com:
Seguint la ruta dels ferrocarrils, travessen turons, passen per sota de carreteres, sobre terraplens i travessen barrancs i rierols. A més de ser excel·lents llocs per caminar, anar amb bicicleta o a cavall, les vies fèrries són corredors lineals de conservació que protegeixen les plantes i els animals autòctons. Solen unir la vegetació romanent a zones agrícoles i contenen valuosos hàbitats de flora i fauna. A prop de molts senders hi ha cellers i altres atraccions, així com B&B i altres llocs magnífics per allotjar-se.
La majoria dels senders tenen una superfície de grava o de terra apta per al passeig, les bicicletes de muntanya i els cavalls. Als Estats Units, el Cheshire Rail Trail de 67,6 km, a New Hampshire, poden utilitzar-lo excursionistes, genets, motos de neu, esquiadors de fons, ciclistes i fins i tot trineus de gossos.
Al Canadà, després de l'abandó del Ferrocarril de l'Illa del Príncep Eduard en 1989, el govern de l'Illa del Príncep Eduard va comprar el dret de pas de tot el sistema ferroviari. El Camí de la Confederació es va desenvolupar com un sender ferroviari de grava de punta a punta que es duplica com un sender de motos de neu monitorat i preparat durant els mesos d'hivern, operat per l'Associació de Motos de Neu de l'Illa del Príncep Eduard. Una part considerable del Sender Transcanadenca consisteix en la reutilització de línies de ferrocarril abandonades, donades als governs provincials pels ferrocarrils Canadian Pacific i Canadian National i reconstruïdes com a senders. Gran part del desenvolupament de la Senda Trans Canadà va emular la reeixida iniciativa Vies de ferrocarril a Senders dels Estats Units. El Sender és multiús i, depenent del tram, pot permetre el pas d'excursionistes, ciclistes, genets, esquiadors de fons i motos de neu.

#### Camí de sirga

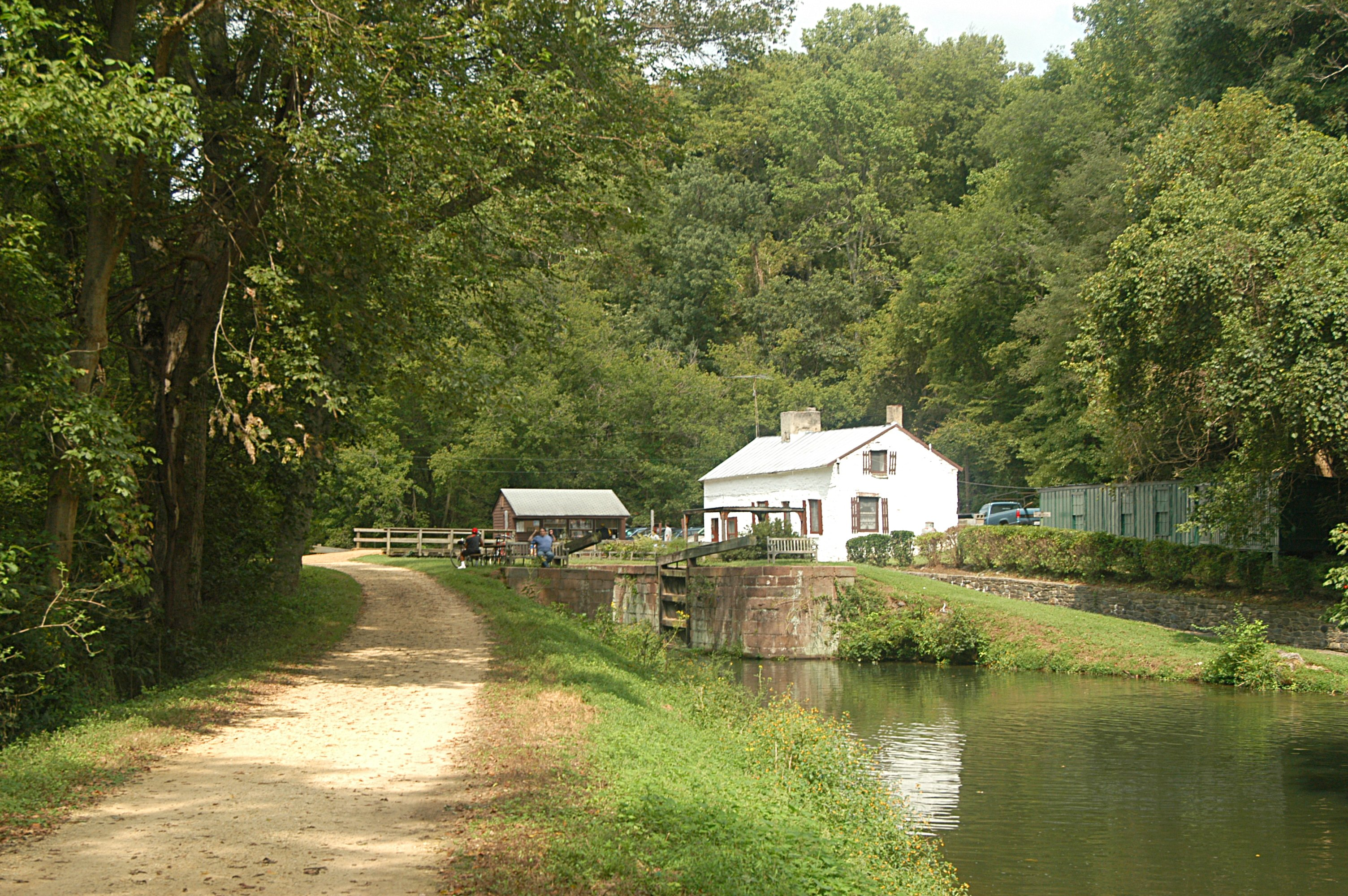
Swain's Lock al Canal C&O a Maryland, Estats Units

Un camí de sirga és un camí o sender a la vora d'un riu, canal o una altra via navegable interior. El propòsit original d'un camí de sirga era permetre que un cavall, o un equip de jaladors humans, remolqués un vaixell, sovint una barcassa. Poden ser de pavimentada o sense pavimentar i són populars entre els ciclistes i els caminants; alguns són aptes per als eqüestres. Els eqüestres tenen accés legal a tots els camins de sirga a Escòcia, i hi ha una campanya per obtenir drets similars a Anglaterra i Gal·les. Als hiverns nevats dels Estats Units són populars entre els esquiadors de fons i els usuaris de motos de neu.
La majoria dels canals eren propietat d'empreses privades a la Gran Bretanya i els camins de sirga es consideraven privats, en benefici dels usuaris legítims del canal. La nacionalització del sistema de canals el 1948 no va donar lloc que els camins de sirga esdevinguessin drets públics de pas, i la legislació posterior, com la Llei de Transport de 1968, que definia les obligacions del govern per al manteniment de les vies navegables interiors de què ara era responsable, no incloïa cap compromís de mantenir els camins de sirga per al seu ús per qualsevol persona. Deu anys més tard British Waterways va començar a relaxar la norma que es requeria un permís per donar accés a un camí de sirga, i va començar a fomentar l'ús d'oci per part dels caminants, pescadors i, en algunes zones, ciclistes. La Llei de Vies Navegables Britàniques de 1995 seguia sense consagrar cap dret d'accés públic, encara que fomentava l'accés recreatiu de tota mena a la xarxa, encara que el desenvolupament constant de l'ús recreatiu dels canals i el declivi del trànsit comercial havien donat lloc a una acceptació general que els camins de sirga estan oberts a tothom, i no només als usuaris de les embarcacions. El concepte de lliure accés als camins de sirga està consagrat en la legislació que va transferir la responsabilitat dels canals anglesos i gal·lesos de British Waterways al Canal & River Trust el 2012.
No tots els camins de sirga són aptes per a l'ús dels ciclistes, però quan ho són, i el canal és propietat de British Waterways, cal un permís. El permís és gratuït, però serveix per informar els ciclistes sobre les zones segures i insegures per circular. Algunes zones, com Londres, estan exemptes d'aquesta política, però es regeixen pel Codi de Conducta dels Camins de Sirga de Londres i els ciclistes han de portar un timbre, que fan sonar dues vegades en acostar-se als vianants. Algunes parts dels camins de sirga s'han incorporat a la Xarxa Ciclista Nacional i, en la majoria dels casos, s'ha millorat la superfície.
A França és possible anar amb bicicleta, patinar i fer senderisme per les ribes del Canal du Midi. Un tram pavimentat de 50 quilòmetres des de Tolosa fins a Avinhonet de Lauragués i un altre 12 quilòmetres entre Besiers i Portiranhas són especialment adequats per al ciclisme i el patinatge. És possible recórrer a peu o amb bicicleta tot el Canal des Deux Mers des de Seta fins a Bordeus. Altres canals francesos ofereixen als caminants molts recorreguts excel·lents, ja que sempre van acompanyats d'un camí de sirga, que constitueix una agradable pista fora de la carretera, i tenen les virtuts afegides de la plana, l'ombra i l'abundància de pobles a al llarg del recorregut", encara que caminar per un canal pot resultar monòton, de manera que "un viatge llarg al costat d'un canal és millor fer-ho amb bicicleta".

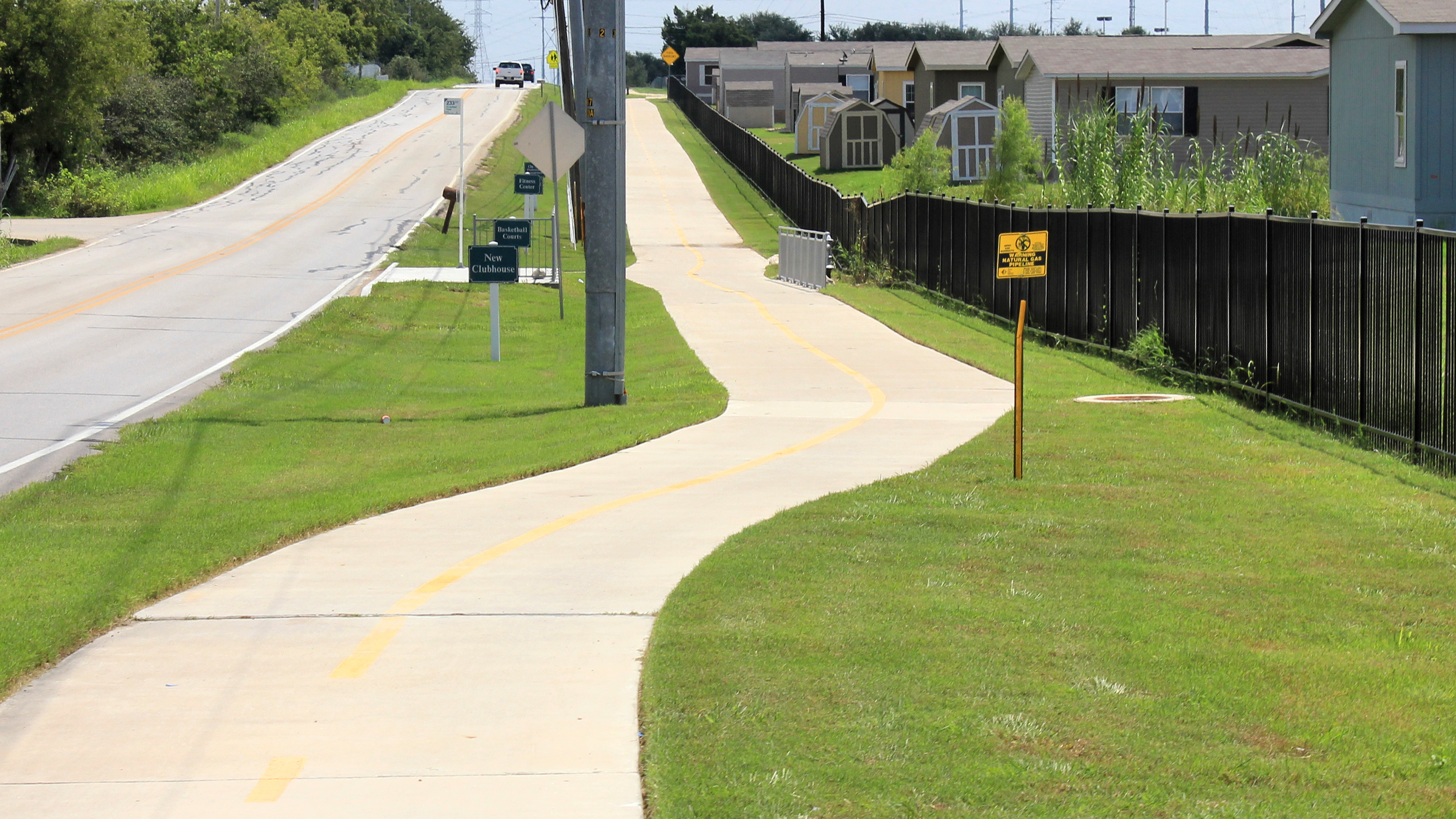
Part del Northern Walnut Creek Trail, un corriol urbà a Austin, Texas, Estats Units

### Urbà
Un corriol urbà és una xarxa de camins multiusos no motoritzats que utilitzen ciclistes, caminants i corredors tant per al transport com per al lleure. Els senders urbans tenen una amplada mitjana de tres metres i estan recoberts d'asfalt o formigó. Alguns estan ratllats com les carreteres per designar el trànsit de doble sentit. Els senders urbans es dissenyen amb connexions a barris, negocis, llocs de treball i parades de transport públic.

#### Carreró

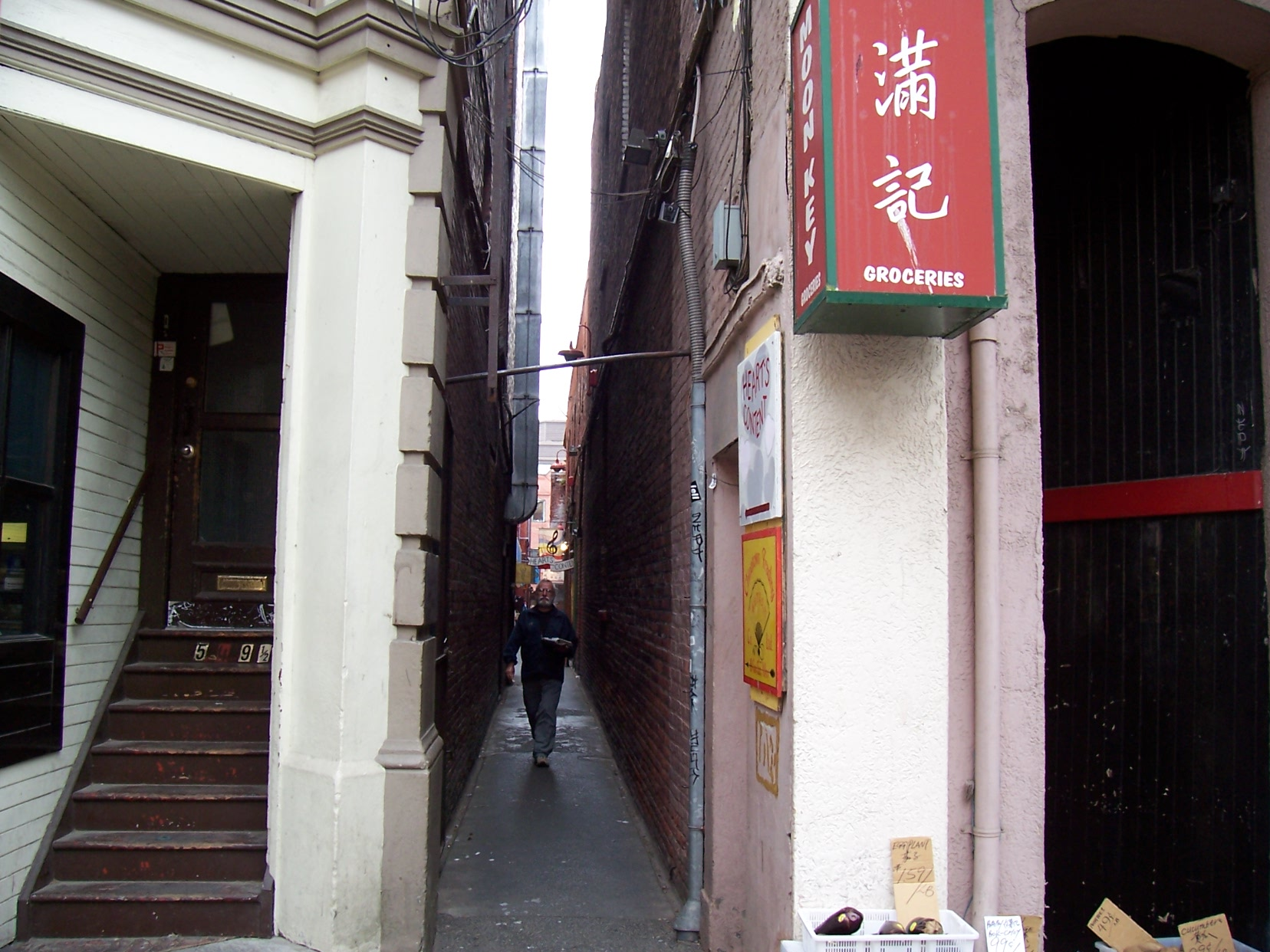
Vista al carreró Fan Tan, Victòria, Columbia Britànica, Canadà.

Els senders de vianants urbans es denominen de vegades carrerons o carrils i a les ciutats i pobles més antics d'Europa i solen ser el que queda d'una xarxa de carrers medievals o drets de pas o antics senders. També existeixen camins similars en algunes ciutats nord-americanes més antigues, com Charleston (Carolina del Sud), New Castle, (Delaware) i Pittsburgh (Pennsilvània). Aquests senders urbans són estrets, normalment pavimentats i sovint entre les parets dels edificis. Aquest tipus sol ser curt i recte, i en terrenys costeruts pot consistir parcialment o totalment en graons. Alguns tenen nom. A causa de la geografia, les escales són una forma comuna de sender a les ciutats i pobles amb turons. Això inclou Pittsburgh (vegeu Passos de Pittsburgh), Cincinnati (vegeu Passos de Cincinnati), Seattle, i San Francisco als Estats Units, així com Hong Kong, Ciutat del Quebec, Quebec, Canadà, i Roma. Els senders de les escales es troben a diverses ciutats estatunidenques amb turons. Això inclou els senders d'escales a Bernal Heights, a l'est de San Francisco.

## Per a més informació
- Robert Moor. On Trails: An Exploration.  Simon & Schuster, 2016. ISBN 978-1476739212.